# Boeing X-50 Dragonfly
Il Boeing X-50 Dragonfly, conosciuto anche come Canard Rotor/Wing demonstrator è stato un elicoplano UAV sviluppato da Boeing e dal DARPA a dimostrazione del fatto che il rotore di un elicottero potesse fermarsi in volo ed agire come un'ala. L'X-50A era uno dei due progetti della DARPA concernenti il programma sugli elicoplani.
Siccome nessuno dei due velivoli riuscì nella fase di transizione tra rotore ed ala, e a causa di difetti di progettazione, la DARPA ritirò i finanziamenti nel 2005.

## Storia del progetto
Il programma fu il frutto di una collaborazione tra Boeing e DARPA, ed ognuna delle due società ricoprì il 50% dei costi. L'X-50A era alimentato da un motore a turboventola. Per la modalità di volo ad ala rotante i gas di scarico venivano deviati ad ugelli alle estremità delle ali/rotore. Viceversa, al momento di transizione alla modalità di volo orizzontale, i gas di scarico venivano diretti attraverso un ugello in coda al velivolo ed il rotore si fermava in modo tale da formare un'ala rettilinea.
Due prototipi del velivolo furono costruiti. Il primo volo di un X-50 fu il 24 novembre 2003.
Nessuno dei due costosi velivoli fu mai in grado di passare da una modalità di volo all'altra e la DARPA lasciò il progetto ritirando tutti i suoi finanziamenti nel 2006.

## Impiego operativo
Nel corso del terzo volo del primo prototipo, l'X-50A, il 23 marzo 2004 esso rovinò al suolo, a quanto pare a causa di un problema ai comandi a distanza.
Ne fu quindi costruito un altro esemplare, denominato Ship 2, che però si distrusse anch'esso nel corso del sesto dei suoi undici voli programmati, allo Yuma Proving Ground, in Arizona il 12 aprile 2006. Le indagini successive confermarono che a causare l'incidente vi fu il verificarsi di un momento di estrema intensità sulla fusoliera del velivolo.